# Maxomys tajuddinii
Maxomys tajuddinii är en gnagare i släktet taggråttor som förekommer i Sydostasien.
Vuxna exemplar blir 9,5 till 12,1 cm långa (huvud och bål), har en 10,6 till 12,2 cm lång svans och väger 50 till 70 g. Bakfötterna är 2,7 till 3,0 cm långa. Den korta och delvis taggiga pälsen på ovansida bildas av grå underull och ljusbruna till mörkbruna täckhår. Dessutom är några helt svarta hår inblandade. Pälsen är mörkast vid bakdelen. Även på undersidan är underullen och täckhåren nära roten gråa medan resten av täckhåren är krämfärgad till vit. I motsats till de flesta andra släktmedlemmar finns en tydlig gräns mellan ovan- och undersidan. Ansiktet kännetecknas av mörkbruna ringar kring ögonen samt av mörkbruna avrundade öron. Även svansen är uppdelad i en svartbrun ovansida och en vit undersida. Honan har ett på spenar på bröstet, et par på buken och två par vid ljumsken.
Denna taggråtta har flera från varandra skilda populationer på södra Malackahalvön, Borneo och västra samt centrala Sumatra. Den vistas i kulliga områden och i bergstrakter mellan 100 och 1000 meter över havet. Habitatet utgörs av fuktiga skogar med dipterokarpväxter samt av skogar på näringsfattig och sandig mark.
Maxomys tajuddinii är aktiv på natten och den vilar på dagen i underjordiska bon. Individerna går främst på marken.
Intensivt skogsbruk påverkar beståndet negativt. Maxomys tajuddinii är fortfarande vanligt förekommande. Den listas av IUCN som livskraftig (LC).